# Охаба Стрејулуј (Хунедоара)
Охаба Стрејулуј (рум. Ohaba Streiului) насеље је у Румунији у округу Хунедоара у општини Калан. Oпштина се налази на надморској висини од 247 m.

## Становништво
Према подацима из 2011. године у насељу је живело 126 становника.